# نويل بيرين
نويل بيرين (بالإنجليزية: Noel Perrin)‏ هو كاتب أمريكي، ولد في 18 سبتمبر 1927 في مانهاتن في الولايات المتحدة، وتوفي في 21 نوفمبر 2004 بسبب ضمور جهازي متعدد.